# 마이크로컴퓨터

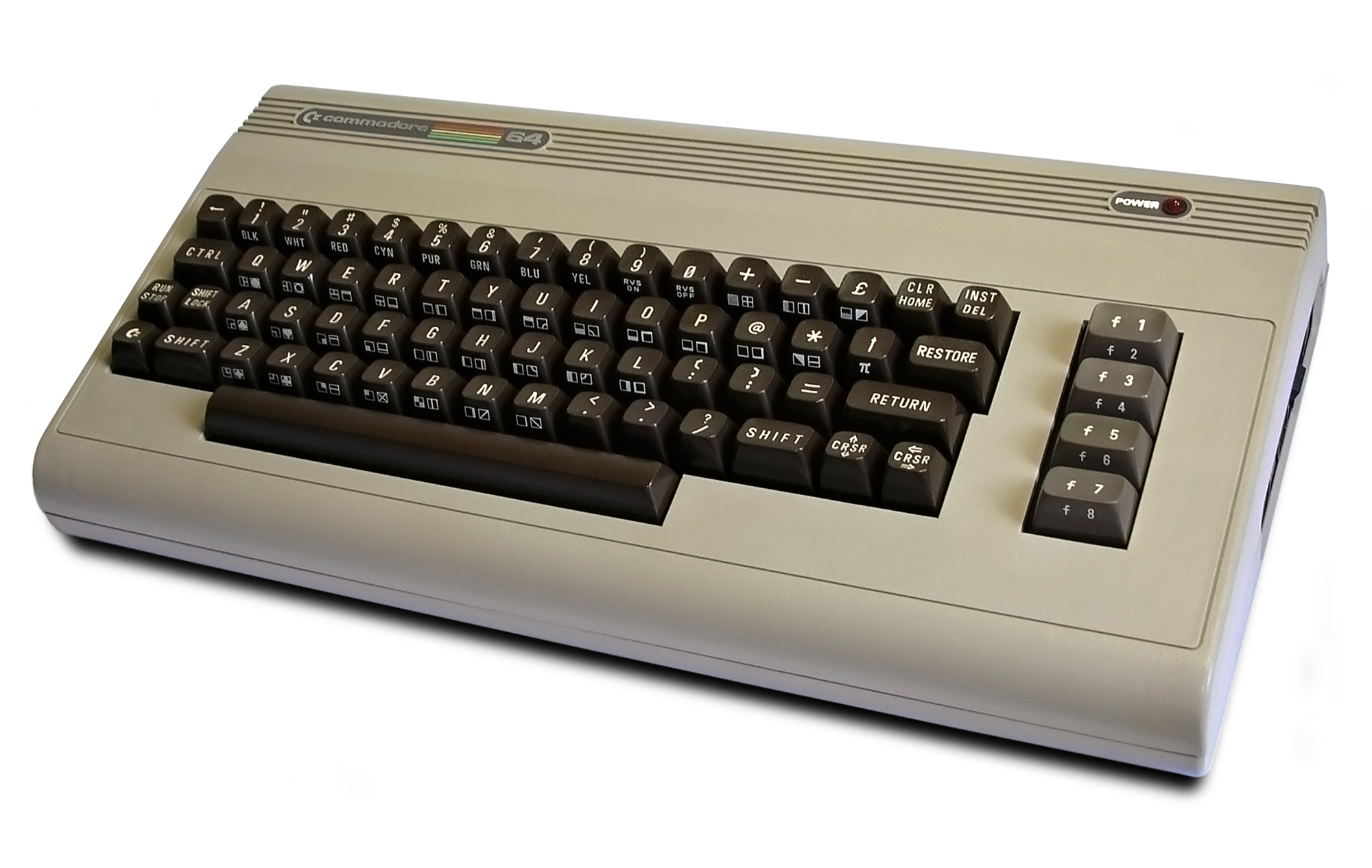
코모도어 64는 가장 잘 알려진 마이크로컴퓨터 가운데 하나였으며 가정용 컴퓨터로 가장 잘 팔린 모델이었다.

마이크로컴퓨터(microcomputer)는 마이크로프로세서를 중앙 처리 장치로 사용하는 컴퓨터를 가리킨다. 물리적으로 메인프레임과 미니컴퓨터에 견주어 작은 편이다. 수많은 마이크로컴퓨터들(키보드가 장착되고 입출력을 위해 화면을 사용할 때) 또한 개인용 컴퓨터라고 할 수 있다.
1970년대에서 1980년대까지 "마이크로"(micro)라는 낱말로 줄여 말하던 것이 흔하였으나 지금은 흔히 쓰이지 않는다.

## 설명
모니터, 키보드 및 입력 및 출력을 위한 기타 장치는 통합되거나 분리될 수 있다. RAM 형태의 컴퓨터 메모리와 휘발성이 낮은 최소 하나 이상의 메모리 저장 장치는 일반적으로 시스템 버스의 CPU와 하나의 장치로 결합된다. 완전한 마이크로컴퓨터 시스템을 구성하는 다른 장치로는 배터리, 전원 공급 장치, 키보드 및 인간 조작자(프린터, 모니터, 휴먼 인터페이스 장치)와 정보를 전달하는 데 사용되는 다양한 입력/출력 장치가 있다. 마이크로컴퓨터는 한 번에 한 명의 사용자에게만 서비스를 제공하도록 설계되었지만, 동시에 두 명 이상의 사용자에게 서비스를 제공하기 위해 소프트웨어나 하드웨어로 수정될 수도 있다. 마이크로컴퓨터는 책상이나 테이블 위나 아래에 잘 맞아서 사용자가 쉽게 접근할 수 있다. 미니컴퓨터, 메인프레임, 슈퍼컴퓨터와 같은 대형 컴퓨터는 대형 캐비닛이나 전용 공간을 차지한다.
마이크로컴퓨터에는 최소한 한 가지 유형의 데이터 저장소(대개 RAM)가 장착되어 있다. 일부 마이크로컴퓨터(특히 초기 8비트 홈 마이크로)는 RAM만 사용하여 작업을 수행하지만 일반적으로 일부 형태의 보조 저장소가 바람직하다. 홈 마이크로 초창기에는 데이터 카세트 데크(많은 경우 외부 장치)였다. 나중에 보조 저장소(특히 플로피 디스크와 하드 디스크 드라이브 형태)가 마이크로컴퓨터 케이스에 내장되었다.

## 같이 보기
- 개인용 컴퓨터
- 미니컴퓨터
- 슈퍼컴퓨터